# 试播集 (我为喜剧狂)
美国情景喜剧《我为喜剧狂》的试播集（英語："Pilot"）于2006年10月10日通过CTV電視網在加拿大首播，再于次日通过全国广播公司在美国播出。这一集由亚当·伯恩斯坦执导，蒂娜·菲编剧，后者也是本剧的创作人、执行制片人和女主演。
2002年，《周六夜现场》首席编剧蒂娜·菲向全国广播公司提出制作一部有关有线新闻网络的电视剧集，但后者没有接受。两年后，菲再次联系全国广播公司，方案与上次相似，讲述的是一个名叫《女生秀》（The Girlie Show），与《周六夜现场》类似电视节目的幕后故事。全国广播公司于2006年5月批准了这个项目，节目制作于不久后展开。试播集获得了评论员的普遍好评，其播出时段在所有18-49岁年龄段观众中收视率排在第三位。评论员称赞了杰克·麦克布瑞尔和简·科拉克斯基的表演，两人分别在剧中扮演肯尼斯·帕塞尔（Kenneth Parcell）和简娜·玛隆妮（Jenna Maroney）。
试播集中还引出了多个角色，喜剧小品《女生秀》的首席编剧丽兹·莱蒙（蒂娜·菲饰），电视台的新任高管杰克·唐纳吉（艾力·寶雲饰），还有《女生季》节目的多名编剧和演员。这一集的主要内容是杰克·唐纳吉试图说服丽兹请电影明星崔西·乔丹（崔西·摩根饰）加入《女生秀》，以及剧组成员对崔西试镜表现的反应。

## 剧情
全国广播公司电视节目《女生秀》的首席编剧丽兹·莱蒙上班前正排队等着买热狗。这时有人插队，争执之下，丽兹一口气买下了150美元的热狗，再一个个送给遇到的路人、流浪汉和同事。到了公司后，电视台的杂工跟班肯尼斯逼着她向一群《女生秀》的粉丝自我介绍，并且充当导游。
丽兹和制片人皮特·霍恩伯格一起与《女生秀》的新任主管杰克·唐纳吉会面。后者告诉两人，他被派来这里是要给《女生秀》做出一些改革。但他无意中冒犯了丽兹，所以后者对他的第一印象很差。杰克要求丽兹请喜剧明星崔西·乔丹加入《女生秀》，而丽兹对此感到疑虑，因为崔西曾有过一些出格的举动，比如在只穿内裤在州级公路上跑步，口中还大呼“我是绝地武士！”或是在邻居家的屋顶上睡觉等。而《女生秀》中很有些自恋的女演员简娜·玛隆妮听说崔西可能加入节目时就开始担心对方可能会抢了自己的风头。
虽然不愿，丽兹还是和崔西在一家餐馆见面，不过崔西觉得自己不喜欢这里的菜色，于是他们前往另一家餐馆。丽兹试图说服崔西不要加入《女生秀》，后者认为这其中一定是有什么阴谋。之后崔西提议送丽兹回公司，但他却绕到了布朗克斯的一家脫衣舞俱樂部。丽兹一心想要回家，可又得知之前不久杰克开除了皮特。等她和崔西终于到达公司时，《女生秀》已经开始现场直播了。丽兹让崔西上台给节目做压轴演出，结果大部分现场观众都非常喜欢，这也让简娜深感震惊和压力。而在另一边，丽兹要求杰克一定要把皮特请回来，并且保证简娜的工作不会受到威胁。

## 制作

### 创意
蒂娜·菲是《周六夜现场》的首席编剧和演员，她于2002年向全国广播公司提议制作一部有关有线新闻网络的电视剧集，该公司娱乐部门总裁凯文·赖利觉得“菲是用新闻设定来作为自己亲身体验的遮羞布”，所以他“鼓励她把自己所知道的事情写下来”。因此《我为喜剧狂》的试播集及之后的节目都通过重新设计，改为围绕一个《周六夜现场》类型的节目展开。菲和全国广播公司于2003年5月签订了合同，她至少可以继续从事《周六夜现场》首席编剧一职到2004至2005年电视季度。合同中还要求菲开发一个由NBC环球和百老汇视频制作的黄金档节目。2004至2005试播集季节期间，菲开始发展一个试播集项目，暂定名为“蒂娜·菲无题项目”。这个试播集就是围绕一个综艺节目的首席编剧展开，她是如何处理好自己与节目演员和执行制片人的关系等。开发过程中部分角色作了更改，如为节目增加了另一个明星，执行制片人也改为公司高管等。

### 演员

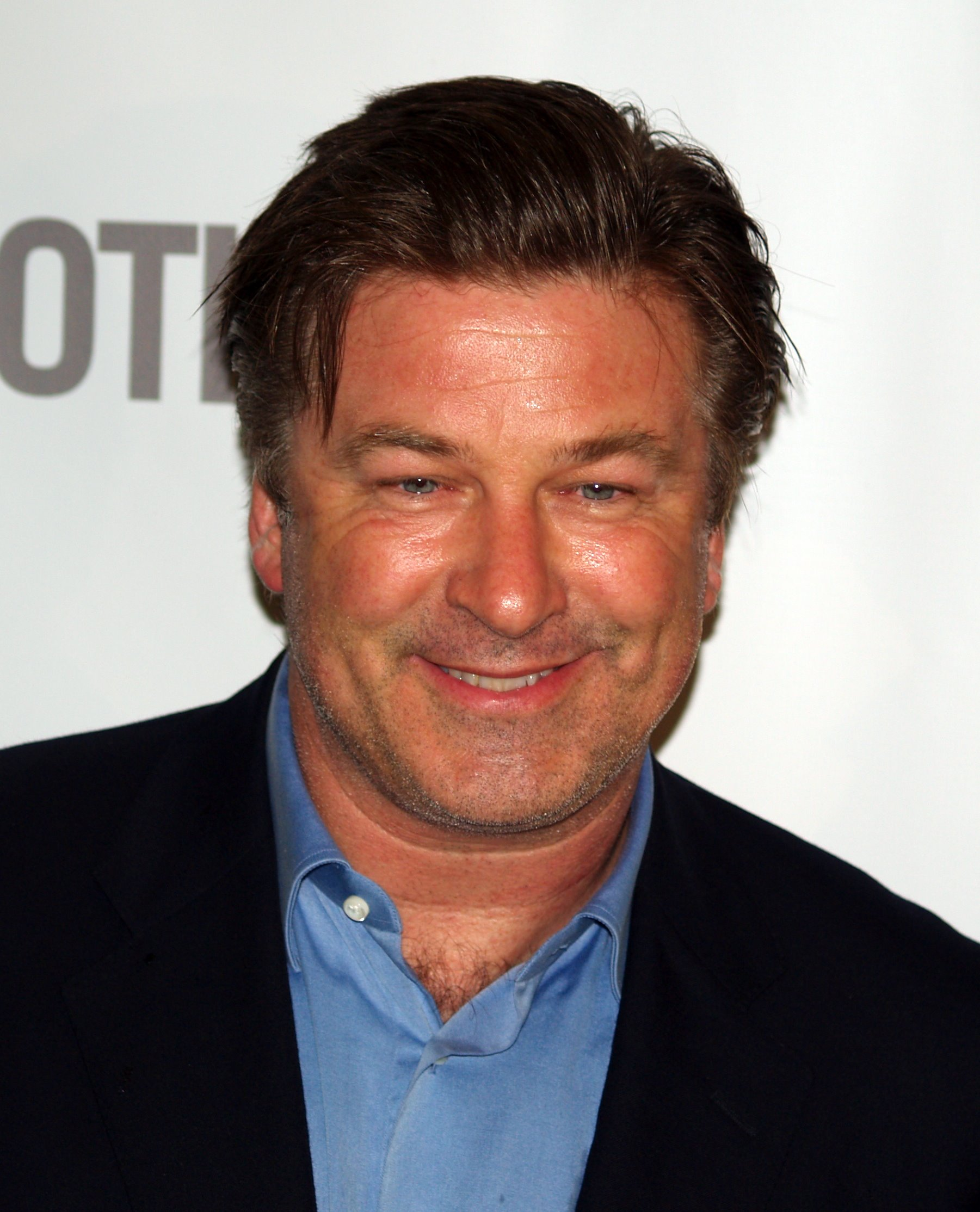
杰克·唐纳吉一角是为艾力·寶雲量身定做的

蒂娜·菲与詹妮弗·麦克纳马拉（Jennifer McNamara）和亚当·伯恩斯坦一起为剧集选择演员，他们首先就决定由菲亲自扮演女主角丽兹·莱蒙。菲承认丽兹一角和她成为《周六夜现场》首席编剧的经历存在相似之处，特别是她工作的高负荷和关注度。菲请自己在《周六夜现场》的一位演员同事崔西·摩根饰演崔西·乔丹，后果相信这个角色正是为他“量身定做的”，菲也指出剧中崔西·乔丹的“野性表演”和崔西·摩根在《周六夜现场》中的表现很相似。
菲为自己的朋友杰克·麦克布瑞尔创作了电视台那个天真的杂工肯尼斯·帕塞尔，麦克布瑞尔也被称赞为“这个节目最耀眼的发现”。菲表示自己“非常希望他出演那个角色，而且非常高兴没有人对此表示反对”。确定麦克布瑞尔出演后，艾力·寶雲获选出演主要负责东岸电视和微波炉编程部门的副总裁杰克·唐纳吉，一个“完全不受审查”的人物。菲为艾力·寶雲量身定做了这个角色，所以“当他同意出演时非常惊喜”。《我为喜剧狂》的剧集进展就围绕着“菲出演的丽兹·莱蒙，《女生秀》忙个不停的首席编剧和艾力·寶雲诠释的电视台专横高管杰克·唐纳吉之间你来我往的关系”展开。
贾达·弗雷德兰德获选出演《女生秀》中的一位编剧弗兰克·罗斯塔诺（Frank Rossitano），参加试镜前他和菲从未见过面。他的角色是基于菲在《周六夜现场》中合作过的至少两位编剧为蓝本创作的，而且他也“无疑给角色带来了一些自己的特色”，比如他的角色总是戴着一顶卡车司机式的棒球帽。剧中丽兹的老友，《女生秀》制片人皮特·霍恩伯格（Pete Hornberger）是基于斯科特·安第斯设计的，后者也同意扮演这个角色。
前《周六夜现场》演员瑞秋·德拉彻原本获选在《我为喜剧狂》中扮演简娜·德卡罗（Jenna DeCarlo）一角，并且已经完成了试播集的拍摄，但这集最终没有播出。2006年8月，执行制片人洛恩·迈克尔斯宣布简娜一角将另选演员出演，但德拉彻还是会扮演另一个角色。在最后播出的这集试播集中，她以《女生秀》养猫人的身份出镜。同月晚些时候，全国广播公司宣布已由简·科拉克斯基取代德拉彻出演简娜一角，并且角色的名字也改为简娜·玛隆妮。迈克尔斯表示“大家都为她的加入感到激动不已”，并认为她将成为这个角色的“完美人选”。

## 反响

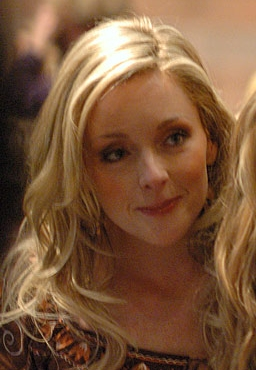
扮演简娜·玛隆妮的简·科拉克斯基获得了评论员的肯定

根据尼尔森收视率调查的数据，《我为喜剧狂》的试播集在美国首播时有813万户家庭观看，在18-49岁人群中收获了2.9 / 8%的收视率，这意味着全美18-49岁年龄段人群中有2.9%看了这集，而当时有看电视的这个年龄段观众中则有8%选择观看这个节目，这个成绩保持《我为喜剧狂》收视率最高一集的记录达两年，直到2008年10月才被第3季的第1集《重新来过》超越，该集有870万户家庭观看，在18-49岁人群中收视率达到了4.1 / 10%。在英国首播时，试播集的观众人数达到70万，占该时间段电视观众总人数的6%。本集的导演亚当·斯坦伯格获得了2007年美国导演工会奖的杰出喜剧剧集导演成就奖提名，但最终败给了执导《丑女贝蒂》试播集的理查德·谢柏德。
《试播集》获得了较好的评价。根据Metacritic上收集的31篇《我为喜剧狂》第1季评论文章，其中21篇给出好评，2篇差评，8篇褒贬不一，平均得分67（满分100）《人物》的汤姆·格里亚托（Tom Gliatto）和美国在线电视小队的安娜·约翰斯（Anna Johns）称《我为喜剧狂》是这个季度最棒的新播喜剧。约翰斯形容崔西·乔丹的台词“我是政府派来的，我来检查你这里的炸鸡块”“好笑得让人感到困惑”，并肯定了以简·科拉克斯基取代瑞秋·德拉彻出演简娜一角的做法。基思·沃森（Keith Watson）表示“《我为喜剧狂》真太棒了”，沃森给这一集4颗星的评价（最高5星）。《华尔街日报》的多萝西·拉比诺维茨（Dorothy Rabinowitz）称赞了剧中“爆笑的场面和整齐的演员阵容”，并特别赞赏了扮演肯尼斯·帕塞尔的杰克·麦克布瑞尔和饰演养猫人葛丽泰·约翰森的瑞秋·德拉彻。
不过也并不是所有的评论员都喜欢这一集。BuddyTV网站的奥斯卡·达尔（Oscar Dahl）感觉试播集没有发挥出节目的潜力。《旧金山纪事报》的蒂姆·古德曼（Tim Goodman）慨叹：“原本的那集（比播出的这集）更好笑”。《华盛顿邮报》的汤姆·夏尔斯（Tom Shales）认为“这个节目需要有更好的故事前提和更幽默的对白”，不过夏尔斯也表示《我为喜剧狂》不像《日落大道60号演播室》那样充满了清高和无聊，并且赞扬了崔西·摩根的表演。《纽约时报》的亚历山大·斯坦利（Alessandra Stanley）称赞了艾力·寶雲“狡猾、荒谬而且可笑的出场”，认为这“比节目中任何角色和笑话都要亮眼”，他觉得“艾力·寶雲出场前，《我为喜剧狂》一点也不好笑，（他出场后）这部全国广播公司的新情景喜剧瞬间就活过来了”。